# Agathe Girard
Pour les articles homonymes, voir Girard.
Agathe Girard, née le 23 février 2001 à Blois, est une tireuse sportive française.

## Carrière
Après avoir pratiqué le tir à la carabine à 10 mètres (elle avait remporté une médaille de bronze à 10 m par équipes aux championnats du monde juniors), elle choisit de s'orienter sur le tir longue distance à 300 m à partir de 2022. Elle suit alors des études à La Sorbonne en sciences et vie de la terre.
En 2023, elle devient championne de France puis participe aux jeux mondiaux universitaires à Chengdu en Chine fin juillet. Elle participe aux championnats du monde à 300 m et décroche une médaille de bronze sur l'épreuve 300m couché.